# Alien: Covenant
Alien: Covenant er en britisk-amerikansk spillefilm instrueret af Ridley Scott. Den er en sciencefiction-/gyserfilm og opfølgeren til Prometheus og den sjette filmen i Alien-filmserien. Hovedrollerne spilles af Michael Fassbender og Katherine Waterston, mens andre roller spilles af blandt andre Danny McBride, Demián Bichir og Billy Crudup.
Filmen havde premiere 17. maj 2017.

## Handling
Filmen foregår ti år efter "Prometheus"-ekspeditionen. Koloniskibet "Covenant" opdager et ubeboet paradis, men det viser sig at medaljen har en bagside.

## Skuespillere
- Michael Fassbender som David 8 og Walter One.
- Katherine Waterston som Daniels.
- Billy Crudup som Chris Oram.
- Danny McBride som Tennessee Faris.
- Demián Bichir som Dan Lope.
- Carmen Ejogo som Karine Oram.
- Jussie Smollett som Ricks.
- Callie Hernandez som Upworth.
- Amy Seimetz som Maggie Faris.
- Nathaniel Dean som Tom Hallett.
- Alexander England som Ankor
- Benjamin Rigby som Ledward.
- Uli Latukefu som Cole.
- Tess Haubrich som Sarah.